# Irelach
Irelach (ros. Ирелях) – rzeka w Rosji (Jakucja); lewy dopływ rzeki Oczczuguj-Botuobuja. Długość 112 km; powierzchnia dorzecza 829 km²; średni roczny przepływ koło Mirnego 2 m³/s, maksymalny 135 m³/s.

Płynie we wschodniej części Wyżyny Środkowosyberyjskiej; zamarza od października do maja. W dorzeczu bogate złoża diamentów. 
Na rzece kilka zapór; główne miejscowości: Mirny, Ałmaznyj.